# Ячменёв, Виталий Александрович
Виталий Александрович Ячменёв (род. 8 января 1975, Челябинск) — российский хоккеист, нападающий.

## Карьера
Воспитанник челябинского «Трактора». В сезонах 1991/92 — 1992/93 играл за «Мечел». С 1993 года начал выступать в составе клуба OHL «Норт-Бэй Сентенниалс». В следующем году на драфте НХЛ был выбран в 3 раунде под общим 59 номером клубом «Лос-Анджелес Кингз». В своём первом же сезоне за океаном Виталий стал лучшим новичком Канадской хоккейной лиги, попав помимо этого в символическую сборную лиги и завоевав несколько других личных наград. За 149 матчей, проведённых в OHL, Ячменёв набрал 259 (128+131) очков, чем заслужил вызов в НХЛ.
В своём первом сезоне в главной североамериканской лиге выступал в составе «королей» в одном звене с Уэйном Гретцки и Дмитрием Христичем, набрав 53 (19+34) очка в 80 проведённых матчах. В Лос-Анджелесе Ячменёв выступал до 1998 года, после чего подписал контракт с новичком лиги «Нэшвиллом». В составе «хищников» Виталий продолжал выступления до 2003 года. Всего за карьеру в НХЛ Виталий набрал 216 (83+133) очков в 487 матчах. Несмотря на достаточно продолжительную карьеру в НХЛ, не сыграл в плей-офф Кубка Стэнли ни одного матча. Ячменёв является лидером по количеству матчей и набранных очков в НХЛ среди российских хоккеистов, которые никогда не играли в плей-офф.
Перед началом сезона 2003/04 вернулся в Россию, заключив соглашение с хабаровским «Амуром». В 2004 году перешёл в казанский «Ак Барс», а ещё через год — в омский «Авангард», с которым в последующие два сезона завоевал серебряные и бронзовые медали российского первенства. 16 мая 2007 года принял решение подписать однолетний контракт с московским «Динамо». По окончании сезона Виталий соглашение с клубом, после чего был назначен капитаном.
18 июля 2010 года решил вернуться в родной Челябинск, заключив однолетнее соглашение с «Трактором», тренерский штаб которого также назначил его капитаном команды. В сезоне 2010/11 Виталий провёл в составе «Трактора» 43 матча, в которых набрал 16 (4+12) очков, однако сразу после окончания сезона он покинул клуб, а 22 октября 2011 года подписал контракт с чемпионом ВХЛ тюменским «Рубином». В составе своей новой команды в сезоне 2011/12 Ячменёв провёл 52 матча, в которых он набрал 20 (7+13) очков, дойдя вместе с «Рубином» до финала плей-офф. Сразу после окончания своего дебютного сезона в ВХЛ продлил своё соглашение с тюменским клубом. В июле 2013 принял решение завершить карьеру игрока и стал старшим тренером «Рубина».
С 2014 по 2017 год занимал пост ассистента главного тренера челябинского «Трактора». 21 сентября 2017 года был уволен со своего поста в связи с неудачным началом сезона у хоккейного клуба.
5 июня 2018 года назначен помощником главного тренера «Салавата Юлаева».

### В сборной
В составе сборной России принимал участие в юниорском чемпионате Европы 1993 года в Польше, а также в чемпионате мира среди молодёжи 1995 года, который проходил в Канаде. На обоих турнирах становился серебряным призёром. На взрослом уровне карьера в сборной у Ячменёва не задалась. Единственный раз он вызывался в сборную для участия в одном из этапов Еврохоккейтура в сезоне 2003/04.

## Личная жизнь
С женой Тиной познакомился в Канаде, когда выступал в юниорской лиге. Двое детей — Томас и Полина. Младший брат Денис — также хоккеист, разница в возрасте 9,5 лет. В сезоне 2003/04 играл вместе с братом за «Амур», а также в сезонах 2011/12 и 2012/13 — за «Рубин».

## Достижения
- Серебряный призёр юниорского чемпионата Европы 1993
- Обладатель Кубка Джея Росса Робертсона 1994
- Лучший новичок года CHL 1994
- Обладатель Эммс Фэмили Эворд 1994
- Обладатель Уильям Хэнли Трофи (Джентльмен года в OHL) 1995
- Серебряный призёр молодёжного чемпионата мира 1995
- Серебряный призёр чемпионата России 2006
- Бронзовый призёр чемпионата России 2007
- Джентльмен года чемпионата России 2008
- Обладатель Кубка Шпенглера 2008
- Финалист Кубка Братина 2012

## Статистика
| Легенда | Легенда                    | Легенда | Легенда                   | Легенда | Легенда    |
| ------- | -------------------------- | ------- | ------------------------- | ------- | ---------- |
| И       | Количество проведённых игр | Штр     | Штрафное время            | +/−     | Плюс-минус |
| Г       | Голы                       | П       | Голевые передачи          | О       | Очки       |
| -       | Статистика неизвестна      | —       | Статистика не учитывалась |         |            |